# Premio Nobel per la fisica
Il premio Nobel per la fisica (Svedese: Nobelpriset i fysik) è un'onorificenza di valore mondiale attribuita a coloro che hanno apportato le migliori scoperte, invenzioni, tesi ecc. nel campo della fisica. Istituito dal testamento di Alfred Nobel del 1895, viene assegnato, con cadenza annuale, tendenzialmente nel quarto trimestre dell'anno, dall'Accademia reale svedese delle scienze.
Assegnato per la prima volta nel 1901, come gli altri premi istituiti da Nobel stesso, il premio consiste in una somma di denaro (otto milioni di corone svedesi nel 2013), un diploma personalizzato per ogni vincitore e una medaglia d'oro recante l'effigie di Alfred Nobel. Il primo vincitore fu il fisico Wilhelm Röntgen per la scoperta dei raggi X. Solo cinque donne hanno vinto il premio: Marie Curie nel 1903, Maria Goeppert-Mayer nel 1963, Donna Strickland nel 2018, Andrea Ghez nel 2020 e Anne L’Huillier nel 2023. Non è stato assegnato in sei occasioni (1916, 1931, 1934, 1940, 1941 e 1942).
Per dieci anni è stato dotato di dieci milioni di corone svedesi, poco più di un milione di euro. Tuttavia, nel giugno 2012, la Fondazione Nobel ha deciso che i vincitori del premio avrebbero ricevuto un bonus inferiore del 20% rispetto a quello pagato ai loro predecessori. Il motivo di questa revisione al ribasso "è una misura necessaria per evitare di mettere a repentaglio il capitale della fondazione che finanzia i premi a lungo termine" vista la crisi finanziaria. L'importo della dotazione ammonta a otto milioni di corone svedesi (ovvero circa 920948,12 € nel 2012).

## Contesto
Alfred Nobel, nel suo testamento, affermò che la sua ricchezza sarebbe stata utilizzata per creare una serie di premi per coloro che portano un "grandissimo beneficio al genere umano" nei campi di fisica, chimica, pace, fisiologia o medicina, e letteratura. Sebbene Nobel avesse scritto molte volontà nel corso della sua vita, l'ultima fu scritta un anno prima della sua morte e fu firmata a Parigi il 27 novembre 1895. Nobel lasciò in eredità il 94% dei suoi beni, 31 milioni di corone svedesi (nel 2016 equivalenti a 198 milioni di dollari, 176 milioni di euro), per istituire e assegnare i cinque Premi. A causa dello scetticismo riguardante la volontà, non fu approvato dallo Storting (il Parlamento norvegese) fino al 26 aprile 1897. Gli esecutori testamentari furono Ragnar Sohlman e Rudolf Lilljequist, che formarono la Fondazione Nobel per occuparsi del patrimonio di Nobel e organizzare i premi.
I membri del Comitato norvegese per il Nobel che avrebbero dovuto conferire il Premio per la Pace vennero nominati poco dopo l'approvazione della volontà. Seguirono le altre organizzazioni per consegnare i premi: l'Istituto Karolinska il 7 giugno, l'Accademia svedese il 9 giugno, e l'Accademia reale svedese delle scienze l'11 giugno. La Fondazione Nobel ha raggiunto un accordo riguardo alle linee guida per conferire i premi Nobel. Nel 1900, i nuovi statuti della Fondazione Nobel furono promulgati dal re Oscar II. Secondo la volontà di Nobel, il premio per la fisica sarebbe stato conferito dall'Accademia reale svedese delle scienze.

## Designazione dei vincitori
Secondo il testamento di Alfred Nobel, il premio deve essere ricompensato. Egli voleva che esso fosse assegnato dalla Accademia reale svedese delle scienze, come per il premio in chimica. L'Accademia delega lo studio delle candidature al Comitato Nobel, che dipende dalla Fondazione Nobel, determinando la specificità di ciascuno dei rami da premiare. Ci sono cinque membri del comitato. Sono nominati per cooptazione tra i membri della Accademia reale per un periodo di tre anni. Si affidano a diverse figure di autorità per stabilire i loro incarichi: fisici riconosciuti, circoli di eminenti professori universitari, associazioni di ricercatori, ex premiati, direttori di importanti centri di ricerca scientifica nazionali o internazionali, ecc. del comitato vengono inviati in autunno per essere ricambiati per la scelta del vincitore dell'anno successivo. È vietato a ciascuna delle persone sollecitate a votare per sé. Diverse centinaia di proposte annuali, necessariamente argomentate e dettagliate, vengono così sottoposte alla commissione, che ne studia l'affidabilità, la legittimità e la credibilità.
Il comitato conserva solo una cinquantina di domande presentate in primavera ad altri accademici che devono sottoscrivere alcune raccomandazioni. L'elenco finale, deciso dal comitato Nobel, comprende cinque nomi o gruppi di nomi associati a una ricerca specifica. L'elezione dei vincitori avviene nel mese di ottobre a maggioranza dei voti. Tutti i membri della Accademia reale partecipano al voto. L'identità del / i destinatario / i viene rivelata durante una conferenza stampa ufficiale. Le candidature e il quadro delle deliberazioni sono normalmente tenuti segreti per cinquant'anni prima dell'apertura degli archivi della Fondazione Nobel. I giurati sono tenuti a rispettare le istruzioni del testamento di Alfred Nobel per l'assegnazione del premio. Tra la scoperta dello scienziato e la sua designazione come destinatario può trascorrere un periodo molto lungo, fino a diversi decenni. Così, Subrahmanyan Chandrasekhar è stato premiato nel 1983 per le sue ricerche sulla struttura e l'evoluzione delle stelle risalenti agli anni trenta. Molti scienziati il cui lavoro è stato essenziale per migliorare la conoscenza in fisica non sono stati premiati, in quanto il premio non può essere assegnato postumo.

## Vincitori del premio
Dal 1901 al 2024 sono stati assegnati 211 premi Nobel per la fisica.